# Orontes (Schiff, 1902)
Die Orontes (I) war ein 1902 in Dienst gestelltes Passagierschiff der britischen Reederei Orient Steam Navigation Company, das im Passagier- und Postverkehr von Großbritannien nach Australien eingesetzt wurde. 

## Das Schiff

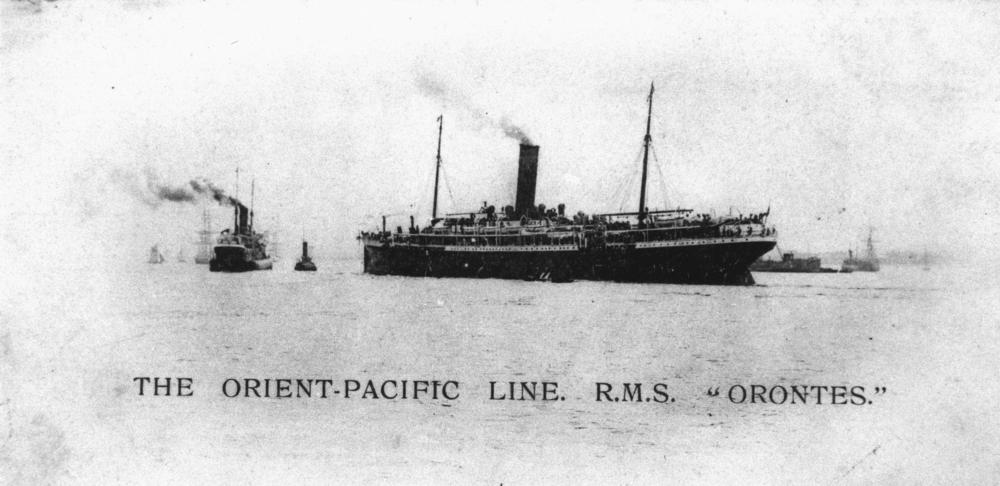
Postkarte

Das 9028 BRT große Dampfschiff Orontes wurde bei Fairfield Shipbuilders in Govan gebaut und lief am 10. Mai 1902 vom Stapel. Das 156,54 Meter lange und 17,73 Meter breite Passagier- und Postschiff hatte einen Schornstein, zwei Masten und zwei Propeller und wurde von Dampfmaschinen angetrieben, die eine Geschwindigkeit von 18 Knoten ermöglichten. Die Passagierkapazität lag bei 200 Reisenden in der Ersten, 200 in der Zweiten und 600 in der Dritten Klasse. 
Am 24. Oktober 1902 lief die Orontes in London zu ihrer Jungfernfahrt über Sues nach Melbourne und Sydney aus. Im Oktober 1916 wurde sie von der britischen Admiralität übernommen und als Truppentransporter im Ersten Weltkrieg eingesetzt. Bereits im August 1917 gab die Admiralität das Schiff zurück, damit es in seinen gekühlten Frachträumen weiterhin Lebensmittel nach Australien transportieren konnte. Am 25. Oktober 1919 nahm die Orontes den Australiendienst wieder auf mit Zwischenstopps in Gibraltar, Toulon, Port Said, Colombo, Fremantle, Adelaide, Melbourne und Sydney. 
Das Schiff unternahm nach dem Krieg außerdem mehrere Atlantiküberquerungen von Liverpool nach Boston und New York. Da die Orontes nach dem Krieg nicht mehr mit neueren Schiffen mithalten konnte, wurde sie 1921 auf der Themse aufgelegt und im März 1922 von der British World Trade Expeditions Ltd. gekauft. Unter dem Namen British Trade sollte sie als Ausstellungsschiff dienen. Diese Pläne wurden letztendlich aber nicht umgesetzt. Fünf Monate später, im August 1922, wurde sie von der Orient Line zurückgekauft und erneut als Orontes im Passagierverkehr nach Australien eingesetzt, bis sie im November 1925 bei Thomas W. Ward Shipbreakers Ltd. in Inverkeithing (Schottland) abgewrackt wurde. 